# Schinopsis marginata
Schinopsis marginata är en sumakväxtart som beskrevs av Adolf Engler. Schinopsis marginata ingår i släktet Schinopsis och familjen sumakväxter. Inga underarter finns listade i Catalogue of Life.